# Atopsyche huanucu
Atopsyche huanucu är en nattsländeart som beskrevs av Schmid 1989. Atopsyche huanucu ingår i släktet Atopsyche och familjen Hydrobiosidae. Inga underarter finns listade i Catalogue of Life.

## Bildgalleri

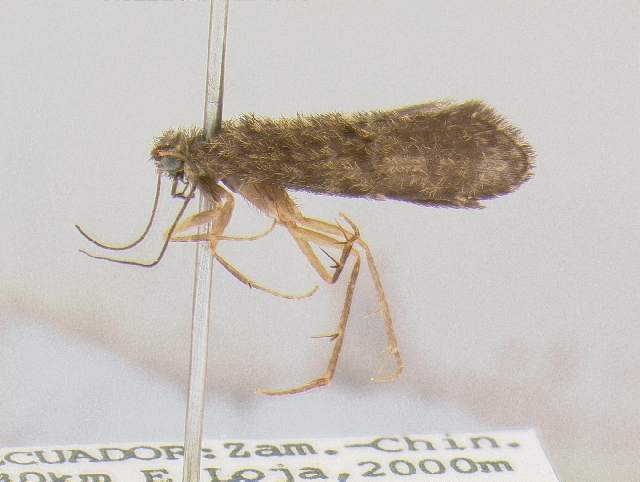